# 菲呂山國家公園
菲呂山國家公園（瑞典語：Fulufjällets nationalpark）是瑞典的一個國家公園，位於瑞典的中部。菲呂山國家公園的面積是385 km2（149 sq mi）。國家公園的名稱來自於菲呂山（Fulufjället），高1,044米（3,425英尺）。菲呂山國家公園成立於2002年9月，是瑞典最新成立的國家公園之一。